# Языков, Дмитрий Дмитриевич
Дми́трий Дми́триевич Языко́в (1850—1918) — русский историк литературы и библиограф, библиотекарь Императорского Московского университета.

## Биография
Родился 21 апреля 1850 года[по какому календарю?]. Сын протоиерея Дмитрия Ивановича Языкова, профессора Вифанской духовной семинарии, впоследствии настоятеля Ильинской церкви, что на Воронцовом поле, внук протоиерея Никифора Тимофеевича Зерченинова, священника московской Николаевской церкви, «что слывёт Большой Крест», благочинного Китайского сорока.
Окончив курс Московской духовной семинарии (1870), поступил на историко-филологический факультет Московского университета. Во время учёбы был удостоен премии им. Н. В. Исакова за сочинение о И. М. Заруцком и серебряной медали за критический разбор событий Смутного времени. По окончании университета (1874), работал преподавателем русского языка в VI московской гимназии. С 1879 года, сдав экзамены на степень магистра русской словесности был старшим учителем в московских женских учебных заведениях — Александровском институте и Екатерининском училище. Состоял библиотекарем Московского университета и секретарем Общества любителей российской словесности.
Готовил, но не защитил магистерскую диссертацию, посвящённую И. А. Крылову.
Избран директором библиотеки Московского университета (1.6.1896). Период управления Языковым библиотекой совпал с сооружением нового библиотечного здания, его оборудованием и переездом. Новое здание библиотеки было открыто 1.9.1901. За разбор библиотечных фондов Языков получил благодарность министра народного просвещения. Напечатал «Каталог книг библиотеки Императорского Московского университета, изданных на иностранных языках в XIX столетии».
В 1908 за выслугой 25 лет по учёному ведомству, был уволен в отставку, затем поступил на службу в Московский комитет по делам печати, где прослужил до революции 1917.
Умер 12 декабря 1918 года.